# Cabaret Shangai
Cabaret Shanghai es una película musical mexicana de 1950, producida, escrita y dirigida por Juan Orol, y protagonizada por Rosa Carmina y el mismo Orol.

## Argumento
Alberto (Roberto Romaña), el hombre de confianza de Tony (Juan Orol), un mafioso dueño del Cabaret Shangai, se aparta del negocio cuando la mujer de su jefe, Mary Ruth (Rosa Carmina), se muestra cariñosa con él. El destino no tardará en reunir a estos amantes malditos, quienes serán perseguidos tanto por la policía como por el mafioso traicionado.

## Reparto
- Rosa Carmina ... Mary Ruth
- Juan Orol... Tony
- Roberto Romaña ... Alberto
- Manuel Arvide ... Inspector
- Amparito Arozamena ... Mujer de la calle
- Amelia Wilhelmy ... Borracha
- Tana Lynn ... Mujer estadounidense
- Marco de Carlo ... Marcos
- Juanita Riverón ... Rita

## Comentarios
Los números musicales de Rosa Carmina engalanan este melodrama de cabaret dirigido por el inigualable Juan Orol, quien trasciende las reglas del género para mezclarlo tanto con el cine de gánsteres como con el drama romántico.